# جایزه فیلم آکادمی ژاپن برای بازی برجسته توسط یک بازیگر نقش اول
جایزه فیلم آکادمی ژاپن برای بازی برجسته توسط یک بازیگر نقش اول (انگلیسی: Japan Academy Film Prize for Outstanding Performance by an Actor in a Leading Role) (最優秀主演男優賞) یکی از جوایز سالانه است که توسط انجمن جایزه آکادمی فیلم ژاپن اعطا می‌شود.

## برندگان
| شماره                              | سال  | بازیگر              | نقش(ها)                              | فیلم                                      |
| ---------------------------------- | ---- | ------------------- | ------------------------------------ | ----------------------------------------- |
| ۱                                  | ۱۹۷۸ | کن تاکاکورا         | یوساکو شیما کاپیتان توکوشیما         | دستمال زرد خوشبختی کوه هاکودا (فیلم ۱۹۷۷) |
| ۲                                  | ۱۹۷۹ | کن اوگاتا           | سوکیچی تاکشیتا                       | اهریمن (فیلم ۱۹۷۸)                        |
| ۳                                  | ۱۹۸۰ | تومیسابورو واکایاما | شوزو کاواسه                          | اوه پسرم                                  |
| ۴                                  | ۱۹۸۱ | کن تاکاکورا         | کوساکو تاجیما کیسوکه میاگی           | فریادی دور از بهار Dōran                  |
| ۵                                  | ۱۹۸۲ | کن تاکاکورا         | ایجی میکامی                          | ایستگاه (فیلم ۱۹۸۱)                       |
| ۶                                  | ۱۹۸۳ | میتسورو هیراتا      | یاسو                                 | زودباور                                   |
| ۷                                  | ۱۹۸۴ | کن اوگاتا           | تاتسوهی کاتسوزو اوتا فوساجیرو اوباما | تصنیف نارایاما گیشا (فیلم ۱۹۸۳) گرفتن     |
| ۸                                  | ۱۹۸۵ | تسوتومو کامازاکی    | وابیسوکه اینو سوتکیچی توکیتو         | خاکسپاری (فیلم ۱۹۸۴) وداع با کشتی         |
| ۹                                  | ۱۹۸۶ | مینورو چیاکی        | فویوکیچی تاکانو                      | غروب خاکستری                              |
| ۱۰                                 | ۱۹۸۷ | کن اوگاتا           | Katsura Kazuo                        | خانه در آتش (فیلم)                        |
| ۱۱                                 | ۱۹۸۸ | تسوتومو یامازاکی    | هیدکی گوندو                          | زن مالیات                                 |
| ۱۲                                 | ۱۹۸۹ | توشی‌یوکی نیشیدا     | زو وانگلی                            | جاده ابریشم (فیلم)                        |
| ۱۳                                 | ۱۹۹۰ | رنتارو میکونی       | Ichinosuke Suzuki سن نو ریکیو        | Tsuribaka Nisshi ریکیو (فیلم)             |
| ۱۴                                 | ۱۹۹۱ | ایتوکو کیشیبه       | توشیو                                | نیش مرگ                                   |
| ۱۵                                 | ۱۹۹۲ | رنتارو میکونی       | ایچینوسوکه سوزوکی آکیو آسانو         | Tsuribaka Nisshi 4 پسران من               |
| ۱۶                                 | ۱۹۹۳ | ماساهیرو موتوکی     | شوهی یاماموتو                        | سومو بکن، سومو نکن                        |
| ۱۷                                 | ۱۹۹۴ | توشیوکی نیشیدا      | آقای کوروی دنسوکه هاماساکی           | مدرسه (فیلم ۱۹۹۳) Tsuribaka Nisshi 6      |
| ۱۸                                 | ۱۹۹۵ | کویچی ساتو          | Tamiya Iemon                         | تاج خیانت                                 |
| ۱۹                                 | ۱۹۹۶ | رنتارو میکونی       | ها شیگون                             | Mitabi no Kaikyō                          |
| ۲۰                                 | ۱۹۹۷ | کوجی یاکوشو         | شوهی سوگیاما                         | مایل هستید برقصیم؟ (فیلم ۱۹۹۶)            |
| ۲۱                                 | ۱۹۹۸ | کوجی یاکوشو         | تاکورو یاماشیتا                      | مارماهی (فیلم)                            |
| ۲۲                                 | ۱۹۹۹ | آکیرا اموتو         | دکتر فوو آکاگی                       | دکتر. آکاگی                               |
| ۲۳                                 | ۲۰۰۰ | کن تاکاکورا         | اتوماتسو ساتو                        | قطاربان                                   |
| ۲۴                                 | ۲۰۰۱ | آکیرا ترائو         | ایهی میساوا                          | بعد از باران (فیلم)                       |
| ۲۵                                 | ۲۰۰۲ | یوسوکه کوبوزوکا     | سوگیهارا                             | برو                                       |
| ۲۶                                 | ۲۰۰۳ | هیرویوکی سانادا     | سیبی ایگوچی                          | سامورایی گرگومیش                          |
| ۲۷                                 | ۲۰۰۴ | کی‌ایچی ناکای        | یوشیمورا کانیچیرو                    | [وقتی آخرین شمشیر کشیده می‌شود]]           |
| ۲۸                                 | ۲۰۰۵ | آکیرا ترائو         | سویچیرو کاجی                         | اعتراف ناقص                               |
| ۲۹                                 | ۲۰۰۶ | هیده تاکا یوشیئوکا  | ریونوسکه چاگاوا                      | غرب جاودان محله سوم                       |
| ۳۰                                 | ۲۰۰۷ | کن وتانابه          | ماسایوکی سائیکی                      | خاطرات فردا                               |
| ۳۱                                 | ۲۰۰۸ | هیدتاکا یوشیکا      | ریونوسکه چاگاوا                      | همیشه: غروب محله سوم ۲                    |
| سی و دومین جایزه آکادمی فیلم ژاپن  | ۲۰۰۹ | ماساهیرو موتوکی     | دایگو کوبایاشی                       | عزیمت‌ها                                   |
| ۳۳                                 | ۲۰۱۰ | کن واتانابه         | هاجیمه اونچی                         | شکست‌ناپذیر (فیلم ۲۰۰۹ واکاماتسو)          |
| ۳۴                                 | ۲۰۱۱ | ساتوشی تسومابوکی    | یویچی شیمیزو                         | شرور                                      |
| ۳۵                                 | ۲۰۱۲ | یووشیو هارادا       | یوشی کازاماتسوری                     | روزی                                      |
| ۳۶                                 | ۲۰۱۳ | هیروشی آبه          | لوسیوس                               | Thermae Romae                             |
| سی و هفتمین جایزه آکادمی فیلم ژاپن | ۲۰۱۴ | ریوهی ماتسودا       | میتسویا ماجیمه                       | [گذرگاه بزرگ]]                            |
| ۳۸                                 | ۲۰۱۵ | جونایچی اوکادا      | کیوزو میابه                          | خلبان عبدی                                |
| ۳۹                                 | ۲۰۱۶ | کازوناری نینومیا    | کوجی فوکوهارا                        | ناکازاکی: خاطرات پسرم                     |
| ۴۰                                 | ۲۰۱۷ | Kōichi Satō         | یوشینوبو میکامی                      | ۶۴: قسمت اول                              |
| ۴۱                                 | ۲۰۱۸ | ماساکی سودا         | شینجی ساوامورا                       | Wilderness                                |
| ۴۲                                 | ۲۰۱۹ | کوجی یاکوشو         | شوگو اوگامی                          | خون گرگ‌ها                                 |
| ۴۳                                 | ۲۰۲۰ | توری ماتسوزاکا      | تاکومی سوگیهارا                      | روزنامه‌نگار                               |
| ۴۴                                 | ۲۰۲۱ | تسویوشی کوساناگی    | نگیسا                                | قوی نیمه شب                               |
| ۴۵                                 | ۲۰۲۲ | نیشی‌جیما هیده‌توشی   | یوسوکه کافوکو                        | ماشینم را بران                            |
| ۴۶                                 | ۲۰۲۳ | ساتوشی سومابوکی     | آکیرا کیدو                           | یک مرد                                    |
| ۴۷                                 | ۲۰۲۴ | کوجی یاکوشو         | هیرایاما                             | روزهای عالی                               |